# Tenko
Tenko és una sèrie dramàtica de televisió coproduïda per la BBC i la Australian Broadcasting Corporation (ABC), que es va emetre entre 1981 i 1985.
La sèrie tractava de les experiències de dones britànics, australians i holandeses que van ser capturades després de la caiguda de Singapur el febrer de 1942, després de la invasió japonesa de l'Exèrcit imperial japonès, i van ser retingudes en contra la seva voluntat en una campament d'internament japonès en una illa ocupada pels japonesos entre Singapur i Austràlia. Després d'haver estat separades dels seus marits, reunides en campaments improvisats i oblidades per l'Oficina de Guerra britànica, les dones van haver d'aprendre a fer front a condicions de vida horribles, malnutrició, malalties, violència i mort.

## Sinopsi
Tenko va ser creada per Lavinia Warner després d'haver realitzat investigacions sobre l'internament de l'oficial d'infermeria del Cos d'infermeria de l'exèrcit reial de la reina Alexandra Margot Turner (1910–1993) per a una edició de This Is Your Life i estava convençuda del potencial dramàtic de les històries de dones presoneres pels japonesos. A part dels dos primers episodis, ambientats a Singapur, que van ser escrits per Paul Wheeler, la sèrie va ser escrita per Jill Hyem i Anne Valery. Heroïna de guerra i presonera de guerra Margaret Thomson va ser consultada sobre la sèrie però no li va agradar parlar de les seves experiències i mai va veure els programes.
A causa dels alts costos de producció, només els dos primers episodis de la primera sèrie es van rodar a Singapur, juntament amb l'episodi ampliat de la reunió posterior a la sèrie. Per a la majoria de les sèries 1 i 2, ambientades al campament, el programa es va rodar en un conjunt especialment construït a Dorset. També es va utilitzar Hankley Common com a set de rodatge.
La sèrie pren el seu nom de la paraula japonesa "tenko" (点呼/てんこ) que significa "roll-call" en anglès o passar llista que és l'acte de llegir en veu alta els noms de totes les persones en una llista per verificar si són presents. Les presoneres de guerra i les internades als camps dirigits pels japonesos sofrien aquestes verificacions de manera regular, on les presoneres havien de fer fila i comptar o es comptaven en japonès.
Es van produir un total de trenta episodis en tres sèries entre 1981 i 1984, seguits d'un especial únic (que va durar el doble que la resta d'episodis), Tenko Reunion, el 1985. Només Ann Bell, Stephanie Cole i Claire Oberman van aparèixer en els trenta episodis més la reunió.

## Temporades

### Primera temporada (1981)
Deu capítols de cinquanta minuts emesos entre el 22 d'Octubre i el 24 de Desembre de 1981.
La primera sèrie descriu la caiguda de Singapur davant les forces invasores japoneses el 1942 i l'evacuació avortada de civils de la ciutat. Un grup de dones britàniques i holandeses es veuen obligades a fer front a la captivitat en un camp d'internament japonès. També han de trobar la manera de viure juntes com a comunitat, trencant les barreres de classe i raça entre elles, si volen sobreviure.
Marion Jefferson està allistada com a líder de les dones perquè el seu marit és coronel. Sylvia Ashburton aprèn a deixar enrere la raça quan comença a vincular-se amb Christina Campbell. Dorothy Bennet pateix la pèrdua de la seva filla petita, Violet, a causa de la desnutrició. Una Sally Markham embarassada pateix la tragèdia de la mort. Aleshores, la Sally s'apropa a la infermera Nellie Keane i comencen a circular rumors sobre la seva intimitat.
En l'últim episodi de la sèrie, les dones celebren el Nadal abans de ser traslladades per la selva a un altre campament.

### Segona temporada (1982)
Deu capítols de cinquanta minuts emesos entre el 21 d'Octubre i el 23 de Desembre de 1982.
La segona sèrie continua amb les dones marxant per la selva i dividides abans d'arribar a un nou camp, una antiga escola de les missions, el dia de Cap d'Any de 1943. Les tensions sorgeixen quan les internades es veuen obligades a adherir-se al nou règim implantat per la intèrprete oficial estricte i ferotge, la senyoreta Hasan.
Després d'una trobada alegre amb la seva vella amiga, Lillian, la Marion es veu obligada a ocupar el seient del darrere com a líder oficial de les dones a favor del llop dominant amb pell d'ovella, Verna Johnson. Sally s'enfonsa en la depressió després de la mort del seu marit i es compromet a treure's la vida. Dorothy continua intercanviant favors amb els guàrdies, ensenyant Anglès a Shinya a canvi de cigarrets i més tard descobreix que està embarassada. La germana Ulrica es compromet a no parlar per penedir-se dels seus sentiments d'odi cap als japonesos. Blanche torna més tard a la sèrie, igual que en Yamauchi, ja que és ascendit a major i es converteix en el nou comandant. La Rose escapa per trobar-se amb Bernard, però són atrapats quan una de les dones informa a Yamauchi.
A mesura que les condicions al campament empitjoren, les dones prenen posició contra Verna i la senyora Hasan, però se'ls impedeix exposar-les quan un avió aliat bombardeja el campament.

### Tercera temporada (1984)
Deu capítols de cinquanta minuts emesos entre el 7 d'Octubre i el 16 de Desembre de 1984.
La tercera sèrie està ambientada durant l'any 1945. La Segona Guerra Mundial ha acabat quan els japonesos s'han rendit. Les supervivents dels camps són alliberades per les tropes aliades i viatgen a Singapur. Les dones són alliberades i enviades a Raffles. Tanmateix, el temps de pau només comporta més dilemes per a les dones mentre lluiten per forjar nous futurs en un nou món incert.
La Marion lluita mentre assumeix el paper de "l'esposa del coronel" que provoca friccions entre Clifford i ella mateixa. Joss entaula una relació amb Stephen. Maggie i Dorothy s'emboliquen en un triangle amorós amb el guapo i canalla, Jake.

### Tenko la reunió (1985)
Un especial de doble durada es va emetre el 26 de Desembre de 1985.
Ambientada el 1950, la Marion organitza que les dones es reuneixin a Singapur cinc anys després de l'alliberament del camp. Després d'una vetllada a Raffles, les dones planegen continuar les seves celebracions l'endemà a la residència de 'Metro Goldwyn' van Meyer, però es veuen interrompudes per la infiltració de mercenaris a la recerca d'armes i municions, donant lloc a una revelació impactant sobre una de les dones.

## Personatges
| Marion Jefferson             | Ann Bell           |  |  |  |  |
| Beatrice Mason               | Stephanie Cole     |  |  |  |  |
| Rose Millar                  | Stephanie Beacham  |  |  |  |  |
| Sister Ulrica                | Patricia Lawrence  |  |  |  |  |
| Christina Campbell           | Emily Bolton       |  |  |  |  |
| Dorothy Bennett              | Veronica Roberts   |  |  |  |  |
| Kate Norris                  | Claire Oberman     |  |  |  |  |
| Mrs Domenica Van Meyer       | Elizabeth Chambers |  |  |  |  |
| Blanche Simmons              | Louise Jameson     |  |  |  |  |
| Nellie Keene                 | Jeananne Crowley   |  |  |  |  |
| Sylvia Ashburton             | Renee Asherson     |  |  |  |  |
| Sally Markham                | Joanna Hole        |  |  |  |  |
| Debbie Bowen                 | Karin Foley        |  |  |  |  |
| Judith Bowen                 | Ann Queensberry    |  |  |  |  |
| Major Yamauchi               | Burt Kwouk         |  |  |  |  |
| Captain Sato                 | Eiji Kusuhara      |  |  |  |  |
| Shinya                       | Takashi Kawahara   |  |  |  |  |
| Kasaki                       | Takahiro Oba       |  |  |  |  |
| Colonel Clifford Jefferson   | Jonathan Newth     |  |  |  |  |
| Lady Jocelyn 'Joss' Holbrook | Jean Anderson      |  |  |  |  |
| Verna Johnson                | Rosemary Martin    |  |  |  |  |
| Daisy Robertson              | Anna Lindup        |  |  |  |  |
| Lillian Cartland             | Philippa Urquhart  |  |  |  |  |
| Natalie Trier                | Carrolle Rousseau  |  |  |  |  |
| Miss Hasan                   | Josephine Welcome  |  |  |  |  |
| Lt. Nakamura                 | Sabu Kimura        |  |  |  |  |
| Bobby Cartland               | Nicolas Corry      |  |  |  |  |
| Suzy Parkin                  | Kerry Tovey        |  |  |  |  |
| Maggie Thorpe                | Elizabeth Mickery  |  |  |  |  |
| Alice Courtenay              | Cindy Shelley      |  |  |  |  |
| Phyllis Bristow              | Elspet Gray        |  |  |  |  |
| Jake Haulter                 | Damien Thomas      |  |  |  |  |
| Stephen Wentworth            | Preston Lockwood   |  |  |  |  |
| Colonel Smithers             | Stephen Gordon     |  |  |  |  |
| Teddy Forster-Brown          | Robert Lang        |  |  |  |  |
| Duncan Fraser                | Christian Rodska   |  |  |  |  |
| Lau Peng                     | Swee Hoe Lim       |  |  |  |  |

## DVDs i llibres
Les tres sèries més l'especial Reunió es van publicar en una caixa de DVD el 2011 a través d'Acorn Media UK.
Als anys vuitanta es van publicar tres llibres de butxaca. Un que cobria la primera sèrie, titulat Tenko, mentre que un segon anomenat Last Tenko or l'últim Tenko, cobria la segona i última sèrie. El tercer llibre, escrit per Anne Valery, cobria la Reunió.
L'Octubre de 2012 es va publicar un llibre sobre la creació de Tenko anomenat "Remembering Tenko" d'Andy Priestner.